# Doerun
Doerun és una població dels Estats Units a l'estat de Geòrgia. Segons el cens del 2000 tenia 828 habitants.

## Demografia
Segons el cens del 2000, Doerun tenia 828 habitants, 343 habitatges, i 221 famílies. La densitat de població era de 253,7 habitants per km².
Dels 343 habitatges en un 29,7% hi vivien nens de menys de 18 anys, en un 42,9% hi vivien parelles casades, en un 17,8% dones solteres, i en un 35,3% no eren unitats familiars. En el 32,1% dels habitatges hi vivien persones soles el 18,4% de les quals corresponia a persones de 65 anys o més que vivien soles. El nombre mitjà de persones vivint en cada habitatge era de 2,41 i el nombre mitjà de persones que vivien en cada família era de 3,06.
Per edats la població es repartia de la següent manera: un 27,4% tenia menys de 18 anys, un 6,5% entre 18 i 24, un 25,6% entre 25 i 44, un 22% de 45 a 60 i un 18,5% 65 anys o més.
L'edat mediana era de 38 anys. Per cada 100 dones de 18 o més anys hi havia 78,3 homes.
La renda mediana per habitatge era de 25.577 $ i la renda mediana per família de 35.278 $. Els homes tenien una renda mediana de 28.125 $ mentre que les dones 21.250 $. La renda per capita de la població era de 16.627 $. Entorn del 19,8% de les famílies i el 26,6% de la població estaven per davall del llindar de pobresa.

## Poblacions més properes
El següent diagrama mostra les poblacions més properes.